# J'ai tué Raspoutine
Pour plus de détails, voir Fiche technique et Distribution.
J'ai tué Raspoutine est un film français réalisé par Robert Hossein, sorti en 1967.

## Synopsis
C'est un film historique sur le mystère de la mort de Raspoutine.

## Fiche technique
- Réalisateur : Robert Hossein, assisté de Tony Aboyantz et Jean Mylonas
- Scénario : Alain Decaux, Claude Desailly, Robert Hossein d'après le livre Avant l'exil de Félix Ioussoupov et Paola Sanjust
- Costumes : Jacques Fonteray
- Décors : Léon Barsacq
- Photographie : Henri Persin
- Montage : Jacqueline Thiédot
- Compositeur : André Hossein
- Scripte : Suzanne Durrenberger
- Sociétés de production : Les Films Copernic, Compania Generale Cinematografica
- Sociétés de distribution : Comacico (France), Paramount Pictures (USA)
- Producteur : Raymond Danon et Maurice Jacquin
- Directeur de production : Ralph Baum
- Format : Couleur (Eastmancolor) - Son mono - 35 mm  - 2.35 : 1
- Pays : France, Italie
- Langue : français
- Genre : Histoire
- Durée : 100 minutes
- Date de sortie : 3 mai 1967

## Distribution
- Gert Fröbe : Raspoutine (sous le nom de Gert Froebe)
- Peter McEnery : le prince Félix Ioussoupov
- Robert Hossein : Serge Soukhotine
- Geraldine Chaplin : Mounia Golovine
- Ivan Desny : le grand-duc Alexandre
- Roger Pigaut : Vladimir Pourichkevitch
- Nicolas Vogel : le docteur Lazovert
- Patrick Balkany : le grand-duc Dimitri
- Umberto D'Orsi
- Claude Génia : Mme Golovine (sous le nom de Claude Genia)
- Ira von Fürstenberg : la princesse Irina Alexandrovna (sous le nom de Ira Furstenberg)
- Sylvie D'Haetze : la fille de Raspoutine
- France Delahalle : la grande-duchesse Xenia
- Nane Germon : une disciple de Raspoutine
- Léa Gray : une disciple de Raspoutine
- Robert Le Béal : Dovenko
- Sacha Briquet : Tamarine
- Robert Favart
- Robert Berri : le domestique de Ioussoupov
- Jean-Pierre Laverne : le chauffeur
- Dany Jacquet
- Renate Birgo : une infirmière
- Muriel Blain : une disciple de Raspoutine
- Béatrice Costantini : une disciple de Raspoutine (sous le nom de Sylvie Costantini)
- Cosette Blanche : une disciple de Raspoutine (sous le nom de Blanche Cozette)
- Nicole Debonne : une disciple de Raspoutine
- Annie-France Delahaye : une disciple de Raspoutine
- Katia Tchenko : une disciple de Raspoutine (sous le nom de Katia Kraftschenko)
- Giska Ladewig : une disciple de Raspoutine
- Nathalie Lubkov : une disciple de Raspoutine (sous le nom de Nathalie Libkov)
- Milarka Nervi : une disciple de Raspoutine (sous le nom de Milerka Nervi)
- Viviane Landford : une disciple de Raspoutine
- Clo Vanesco : une disciple de Raspoutine (sous le nom de Clotilde Vanesco)

### Non crédités
- Dorothée Blanck : la tsarine Alexandra
- Alain Decaux : lui-même
- Guy Delorme : un soldat russe
- Irina Alexandrovna : elle-même (interview)
- Félix Ioussoupov : lui-même (interview)